# シュロス・ホルテ＝シュトゥーケンブロック
シュロス・ホルテ＝シュトゥーケンブロック (ドイツ語: Schloß Holte-Stukenbrock,  Schloß Holte-Stukenbrock) は、ドイツ連邦共和国ノルトライン＝ヴェストファーレン州デトモルト行政管区のギュータースロー郡に属す市である。本市はビーレフェルトから南東約 20 km のエムスザントエーベネ（エムス川沿いの砂地の平地）に位置している。人口は約26,000人強である。
本市は、1970年にそれまでアムト・フェルルに属していたシュロス・ホルテとアムト・シュロス・ノイハウスに属していたシュトゥーケンブロックが合併して、現在の姿になった。ヴェストファーレン盆地の現在の市域では、1153年に集落の存在が記録されている。

## 地理

### 位置
本市は、ヴェストファーレン盆地の東にあたるエムスザントエーベネ内、ミュンスターラントの東張り出し部の縁、トイトブルクの森との境界部分に位置している。市域の大部分は、自然環境上ゼンネに含まれる。この地域の排水は、エムス川水系に含まれるゼンネの小河川群であるメンケバッハ川（ギュータースローの東でダルケ川に合流する）、エルバッハ川（ギュータースローの南西でヴァーペルバッハ川に合流する）、エムス川自身が本市内に湧出している。市域東部のわずかな部分（シュトゥーケンブロック市区、特にシュトゥーケンブロック＝ゼンネ）はゼンネ軍事演習場に含まれており、一般の立ち入りは遮断機で制限されている。
最寄りの大都市は、北西に 20 km 離れたビーレフェルト、東に 20 km 離れたデトモルト、西に 26 km 離れたギュータースロー、南東に 27 km 離れたパーダーボルンがある。

### 地質学

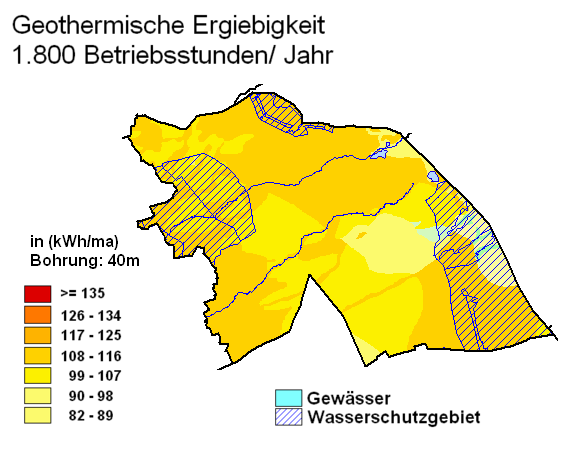
シュロス・ホルテ＝シュトゥーケンブロック市の地熱分布図

地質学上シュロス・ホルテ＝シュトゥーケンブロックが属すミュンスターレンダー盆地は、おおむね深皿状の形をしている。市域の深い下層は古生代（デボン紀や石炭紀）の褶曲した岩の地層からなっている。ここから地表付近に向かって、ほぼ完全に中生代（白亜紀後期）の泥灰岩やそれよりも古い白亜紀石灰岩で構成された分厚く、地殻構造上の乱れがほとんどない固い地層が続いている。この地層は、ミュンスター方向へ緩やかに下ってゆく。この地域の表土は、おおむね氷期（第四紀）の砂 - シルト - 粘土質の脆い地層で形成されている。これはエムス川とその支流あるいはモレーンや雪解け水のような氷河期の、比較的新しく、時に泥炭を含んだ堆積物である。表面付近に一部豊かな地下水が蓄えられている。深い層の地下水は塩分を多く含んでいる。
シュロス・ホルテ＝シュトゥーケンブロックの市域は、地熱ゾンデによる地熱源やヒートポンプによる地熱採取については、「良好」から「極めて良好」な状態にある（右図参照） 。

### 市域の広がりと土地利用
「グローセ・ラントゲマインデ」（直訳すると「大きな田舎町」）に分類されるこの街の面積は 67.42 km2 である。市域の多くは農業用地と森林で合わせて全市の約 71 % を占める。住宅地および交通用地は約 23 % である。市内の軍事演習場が本市のかなり大きな部分を占めている。南北の最大幅は約 8.5 km、東西のそれは約 14.9 km である。
| 土地用途別面積 | 農業用地 | 森林   | 宅地、空き地 産業用地 | 交通用地 | 水域  | スポーツ用地 および緑地 | その他 |
| -------------- | -------- | ------ | --------------------- | -------- | ----- | ----------------------- | ------ |
| 面積 (km2)     | 22.37    | 25.24  | 10.33                 | 4.44     | 0.70  | 0.82                    | 3.62   |
| 占有率         | 33.1 %   | 37.4 % | 15.3 %                | 6.6 %    | 1.0 % | 1.2 %                   | 5.4 %  |

### 隣接する市町村
シュロス・ホルテ＝シュトゥーケンブロックは、北西はビーレフェルト（郡独立市）、北はエルリングハウゼン、北東はアウグストドルフ、東はわずかな区間であるがシュランゲン（以上、3市町村はリッペ郡）、南はヘーフェルホーフ（パーダーボルン郡）、西はフェルル（ギュータースロー郡）と境を接している。シュロス・ホルテ＝シュトゥーケンブロックは上級中心都市のビーレフェルトとパーダーボルンの間、さらにはギュータースローとデトモルトの間に位置している。

シュロス・ホルテ＝シュトゥーケンブロック市の市区図

### 市の構成
市の基本条例 §1 によれば、シュロス・ホルテ＝シュトゥーケンブロック市は3つの市区、すなわちシュロス・ホルテ、ゼンデ、シュトゥーケンブロックで構成されている。住民たちの間ではこれに加えて、リームケとシュトゥーケンブロック＝ゼンネが区別される。

### 気候
シュロス・ホルテ＝シュトゥーケンブロックは中央ヨーロッパの穏やかな気候域に属している。この街は亜大西洋性海洋気候に位置している。冬は大西洋の影響で穏やかであり、夏はかなり暑い。
亜大西洋性海洋気候に属すことから年間を通じて湿潤な気候で、比較的平均して降水がある。この街の降水量データは存在しない。西に隣接するゼンネの測候所における年間降水量の長期平均値は 997 mm である。これはドイツ平均 (700 mm) よりもかなり多い。これはゼンネがトイトブルクの森の南斜面に位置することによる「シュタイグングレーゲン」 の影響によるものである。南に隣接するフェルルでは、年間降水量の長期平均値はおよそ 700 mm から 830 mm である。ここで測定された年間平均気温の長期平均値は 9 ℃から 9.5 ℃である。

## 歴史

### 中世から19世紀まで

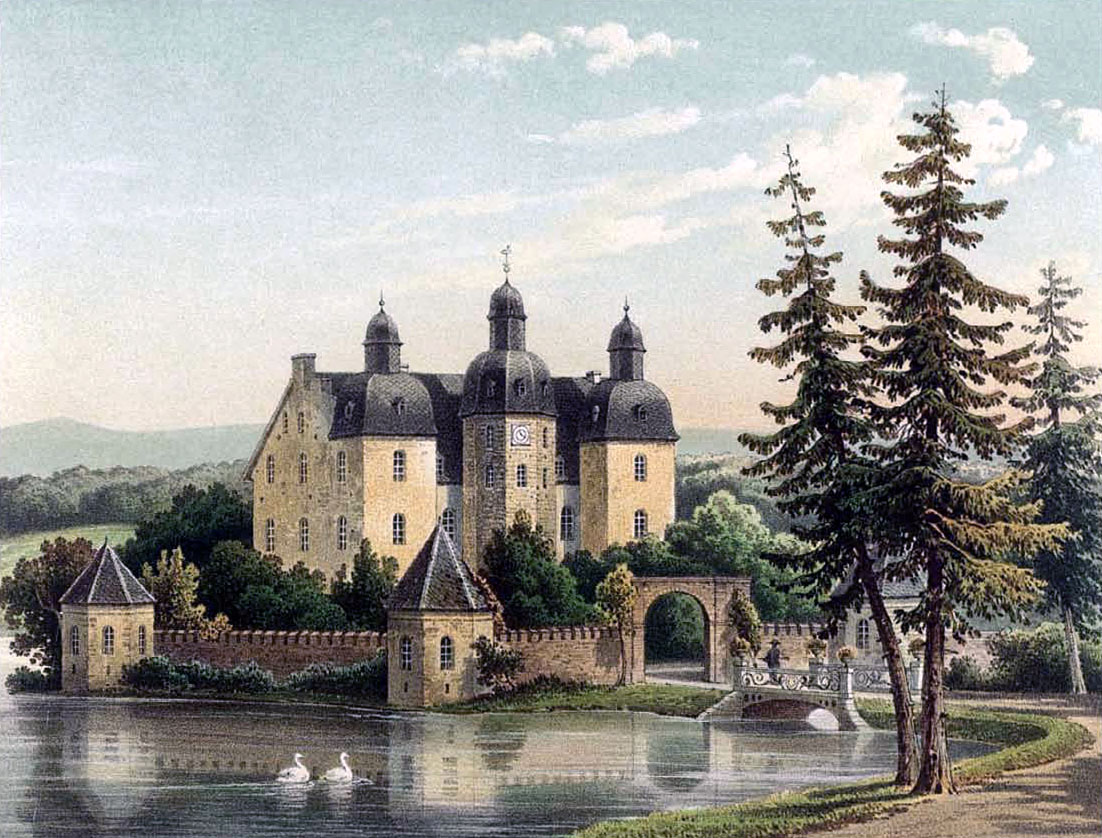
19世紀のホルテ城

シュトゥーケンブロックの農場「Brechtme」と「Gokersterteshusen」が1153年に初めて文献に記録されている。1531年以降、現在の地名 (Stukenbrock) の原型である「Stukenbroike」という表記が現れている。
この頃までにエルバッハ沿いの防衛用城砦「ホルテ」城が建設されたが、1556年にリッペ伯ベルンハルト8世 (リッペ伯)によって破壊された。この城の基礎の上に1608年から1616年にかけて、ヨハン3世伯とその妻ザビーナ・カタリーナ・フォン・リートベルク・ウント・オストフリースラントが狩の館としてホルテ城を建設した。時代とともに何度も改築が繰り返されたこのルネサンス様式の城館は現在も保存されている。この城館の向かい側、現在のシュロス・ホルテ集落から近い場所に、初期の工業化の痕跡が見られる。19世紀中頃に設立されたホルター製鉄所で、ここでは沼鉄鉱が精練されていた。

### 国家社会主義の時代
現在の市内には、1941年春から1945年4月2日まで捕虜収容所「捕虜収容所 326 (VI K) ゼンネ」があった。これはミュンスター軍事管区に属し、主に当時のソヴィエト連邦からの戦争捕虜が収容されていた。西収容所と呼ばれた施設にはフランス、セルビア、ポーランド、イタリアの捕虜も収容された。
この第326捕虜収容所には約18万人の捕虜が記録されている。その他の捕虜は、ルール地方への労働力配備のためにここを通過していった。どれだけの収容者が劣悪な環境のために犠牲になったかは明らかでない。様々な研究が15,000人から65,000人までの異なる人数を推定している。その多くは衰弱や結核によって死亡した。
この収容所は、1945年4月2日に侵攻してきたアメリカ軍によって解放された。その後1946年10月1日から1947年12月31日まで、収容所の建物にイギリス軍は、「エーゼルハイデ拘置所」という名称の第7文官拘置所を設けた。戦勝国は、裁判が行われるまでの間8,885人をこの施設に勾留した。

### 市町村合併
シュロス・ホルテ＝シュトゥーケンブロックは、1969年12月4日の「ヴィーデンブリュック郡とビーレンフェルト郡の一部の再編に関する法律」 に基づき、1970年1月1日に成立した。この時点までアムトに属していた2つの町シュロス・ホルテ（アムト・フェルル、ヴィーデンブリュック郡、1964年10月28日までは「リームケ」という町であった） とシュトゥーケンブロック（アムト・シュロス・ノイハウス、パーダーボルン郡）は合併して新しい町村シュロス・ホルテ＝シュトゥーケンブロックとなり、当初はビーレフェルト郡に編入された。この新しい町にはゼンデの一部が含まれた。一方、かつてのシュロス・ホルテの一部が新たに成立したフェルルの一部に組み込まれた。1972年10月24日の「新設されたビーレフェルト地域の町村及び郡の再編に関する法律」（ビーレフェルト法） によって、シュロス・ホルテ＝シュトゥーケンブロックは新たに設けられたギュータースロー郡に移管された。2003年1月1日から、シュロス・ホルテ＝シュトゥーケンブロックは都市権を有している。

## 住民

### 宗教
住民の約半数（2004年12月31日現在 46.5 %）が、いずれかのカトリック教会に属している。カトリック教会は2007年8月1日に司牧連合を結成した。この司牧連合は、聖ウルズラ教会（シュロス・ホルテ）、聖ヨーゼフ教会（リームケ）、聖ハインリヒ教会（ゼンデ）、洗礼者聖ヨハネ教会（シュトゥーケンブロック）、聖アハティウス教会（シュトゥーケンブロック＝ゼンネ）からなり、パーダーボルン大司教区リートベルク＝ヴィーデンブリュック首席司祭区に属している。
福音主義の信者は、シュロス・ホルテ＝シュトゥーケンブロック福音主義教会に属する。この教会は、ヴェストファーレン福音主義教会のギュータースロー教会クライスに属している。この教会は1830年代に福音主義の様々な業種の労働者や官僚がシュロス・ホルテに移住したことに始まる。第二次世界大戦終戦までにこの町には 200人ほどの福音主義信者がいた。旧ドイツ東部領土から放逐された人々が流入したことで、1945年末には 1,400人であった福音主義信者は1949年に 2,500人に増加した。このため1950年に独立した教会組織が創設された。福音主義信者の比率は、シュロス・ホルテ＝シュトゥーケンブロック全市民中 25.0 % を占める（2004年12月31日現在）。
さらに本市には、メノナイトをはじめとする自由教会が多く存在している。
2000年から5年ごとに、エキュメニズムの都市教会会議が開催されている。

### 人口推移
以下の表にシュロス・ホルテ＝シュトゥーケンブロック市の人口推移を示す。1939年、1950年、1961年の値は現在の市域に相当する地域の人口である。1970年までと1987年の値は人口調査の結果である。1975年からはノルトライン＝ヴェストファーレン州データ管理・統計局の研究結果である。1975年から1985年の値は推定値、1990年からの値は1987年の人口調査結果に基づく推計値である。
| 年              | 人口（人） |
| --------------- | ---------- |
| 1939 (5月17日)  | 7,364      |
| 1950 (9月13日)  | 10,681     |
| 1961 (6月6日)   | 14,292     |
| 1969 (12月31日) | 15,107     |
| 1970 (5月27日)  | 15,605     |
| 1974 (6月30日)  | 18,338     |
| 1975 (12月31日) | 18,749     |
| 1980 (12月31日) | 20,422     |

| 年              | 人口（人） |
| --------------- | ---------- |
| 1985 (12月31日) | 20.982     |
| 1987 (5月25日)  | 20,183     |
| 1990 (12月31日) | 21,402     |
| 1995 (12月31日) | 23,248     |
| 2000 (12月31日) | 25,562     |
| 2005 (12月31日) | 26,016     |
| 2007 (12月31日) | 26,190     |
| 2012 (12月31日) | 26,329     |

## 行政
シュロス・ホルテ＝シュトゥーケンブロックは州議会議員選挙では、ギュータースロー III区に属している。また、ギュータースロー郡で唯一、連邦議会議員選挙でパーダーボルン選挙区に属す自治体である。

### 市議会
シュロス・ホルテ＝シュトゥーケンブロックの市議会は32人の議員で構成される。これに市長が議長として加わる。

### 首長
2015年3月現在、本市の市長はフーベルト・エーリヒラントヴェール (CDU) である。彼は2014年の選挙で 74.3 % の票を獲得した。彼は1999年9月12日の選挙で 65.9 % の票を獲得して初当選し、2004年9月26日の選挙で 73.5 %、2009年8月30日の選挙で 70.4 % の票を得てそれぞれ再選されていた。

### 紋章

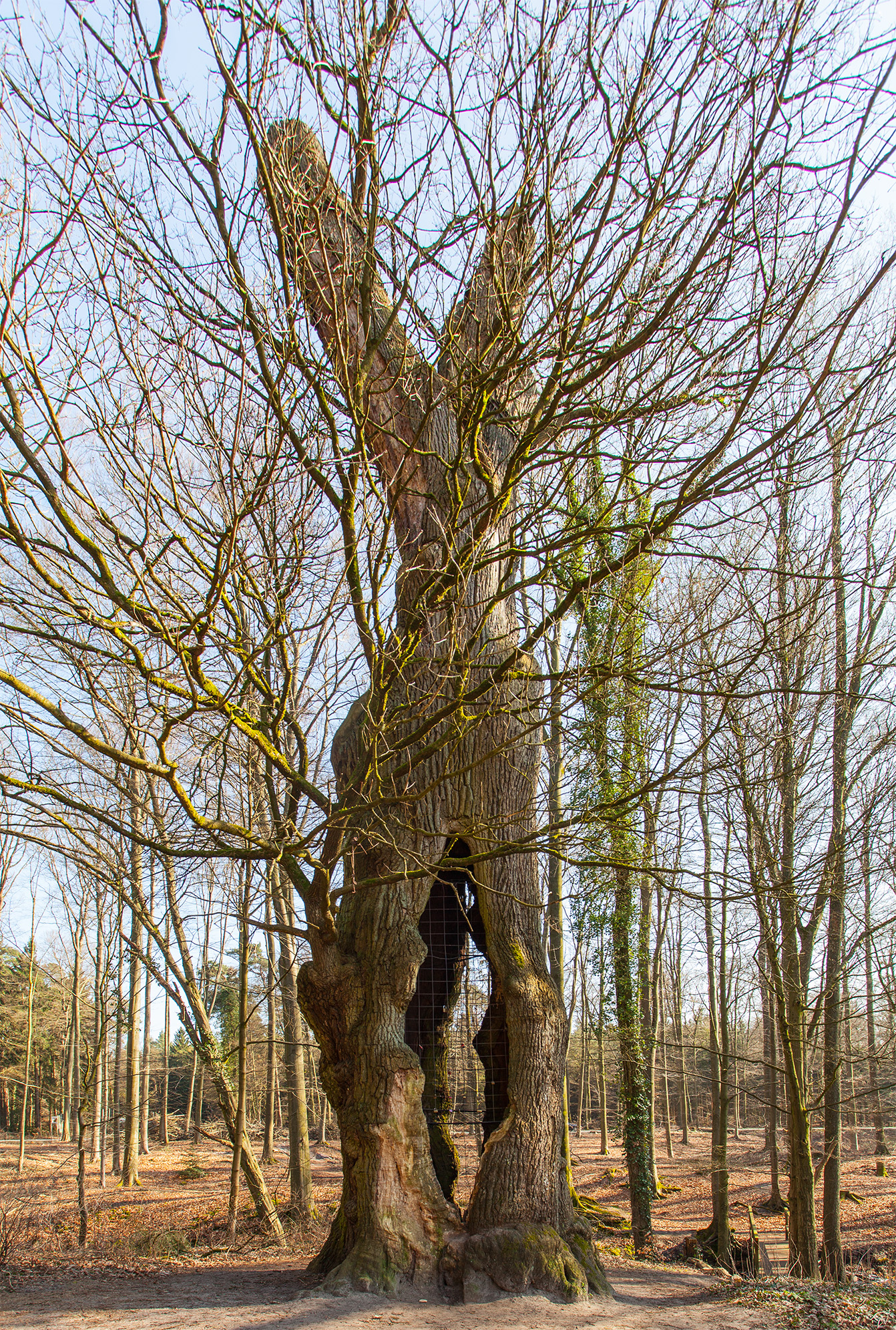
シュロス・ホルテの1000年オーク

本市の紋章は、1979年12月19日に認可された。当時シュロス・ホルテ＝シュトゥーケンブロックはまだ市ではなく、町村であった。
図柄: 紋章の頂部は赤地で左右に2分割。右（向かって左）は端から端まで貫く金色（黄色）の十字、左（向かって右）は金の鷲。その下は銀地（白地）で2つの金色のドングリをつけた緑色のオークの木。
十字はシュトゥーケンブロックがかつてパーダーボルン司教領に属していたことを、鷲はシュロス・ホルテ（古くはリームケ）がかつてリートベルク伯領に属していたことを示している。これら両シンボルはシュロス・ホルテ（1938年6月24日 認可）の紋章とシュトゥーケンブロックの紋章（1953年8月31日 認可）にそれぞれ用いられていたものであった。木は、市内の森の豊かさを象徴しており、具体的にはホルター・ヴァルトの1000年オークを描いている。
この紋章は現在、印章だけでなく、祝祭の機会や市長の特別な書類に用いられており、かつての文書にあったロゴは廃止された。

### 姉妹都市
シュロス・ホルテ＝シュトゥーケンブロック市は国内および国外に姉妹都市を有していない。1990年から2008年まではオストリッツ（ドイツ、ザクセン州）と姉妹都市関係にあった。

### 青年議会
2004年からシュロス・ホルテ＝シュトゥーケンブロック市に青年議会が設立された。これは、本課程学校、実科学校、ギムナジウムおよび自由名簿の代表者で構成されている。議員は2年ごとに改選される。この議会は市の委員会で2席を占めており、発言権を有している。

## 文化と見所

### 演劇
本市には劇場も映画館もなく、定期的な演劇公演は行われていない。
映画クラブ「リズムス」フィルムテアター・シュロス・ホルテ＝シュトゥーケンブロック e.V. は実科学校の講堂で映画を上映している。

### 博物館

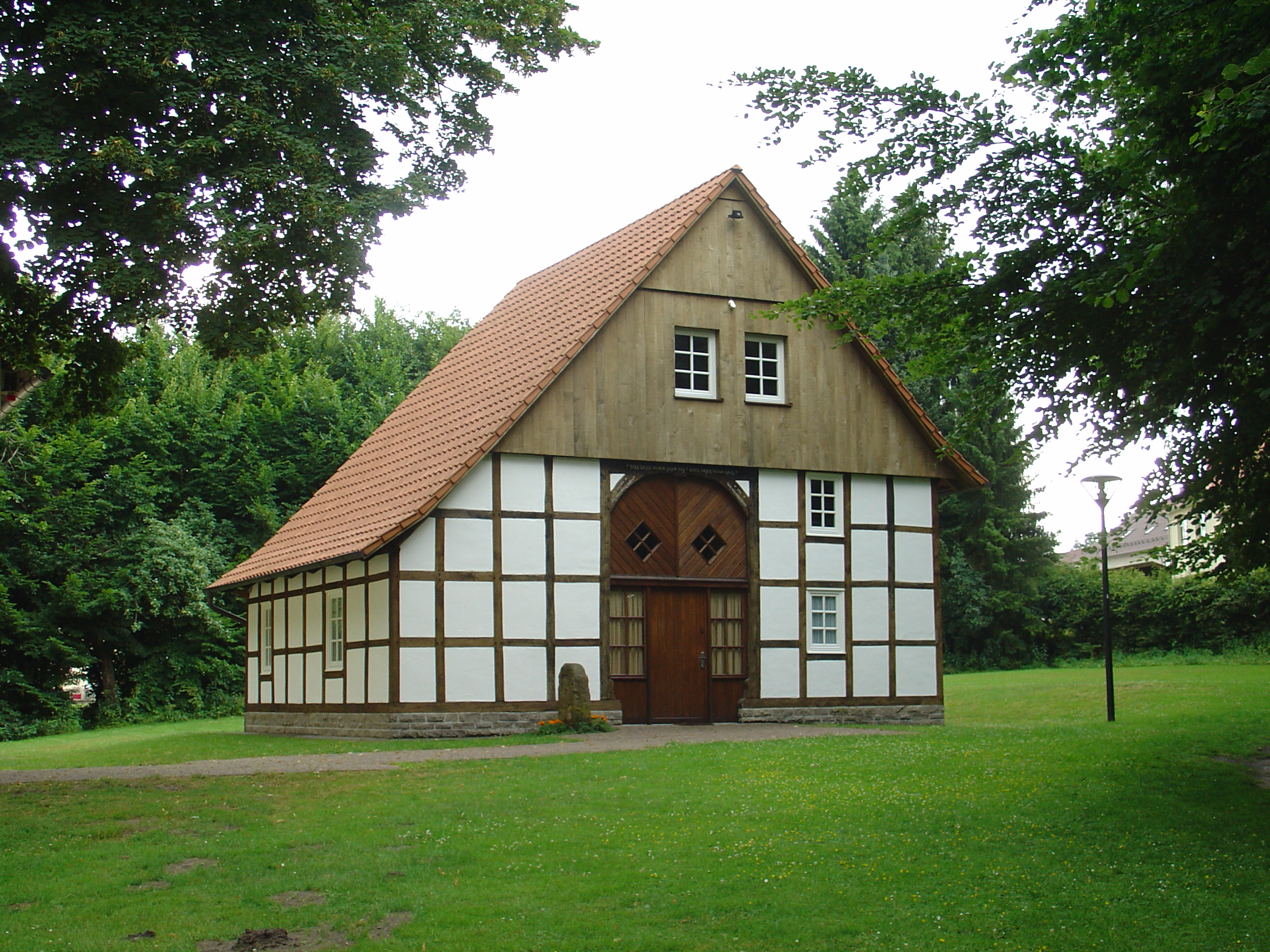
シュトゥーケンブロック郷土館の1つ

3棟の建物を有するシュトゥーケンブロック郷土館には、かつてのゼンネ地方の農民の暮らしを示す写真や物品が展示されている。この他に、ホルター製鉄所の炉のコレクション、洗礼者聖ヨハネ教会の塔に掲げられていた古い時計を含む時計室、大きな郷土図書館がある。この図書館は443冊の農地台帳を収蔵している。この農地台帳には、1800年以前に農場として整備された560か所以上の農地が記録されている。さらに約 350枚のはがきや旧ドイツ東部領土、主に東西プロイセン、ダンツィヒ、ポンメルン、東ブランデンブルク、シュレージエン、ズデーテンなどの文学に関する情報を提供している。
現在の警察学校の敷地に第326捕虜収容所の文書館が旧拘置所の建物内に入居しており、収容所の歴史に関する情報を提供している。隣接する収容者の共同墓地に1945年5月2日に建てられた高さ約 10 m のオベリスクが捕虜収容所の犠牲者をしのばせる。ここでは1967年から毎年9月1日前後に追悼式典が行われている。主催者は、当初は政治や一般からの激しい抵抗と戦ったが、次第に住民たちから好意的な対応を受けるようになった。こうした対応の好転により2015年5月6日に連邦大統領ヨアヒム・ガウクがこの地を訪れ、捕虜収容所の生存者とともに花輪を献げるに至った 。

### 音楽
シュロス・ホルテ＝シュトゥーケンブロックには、5つのブラスオーケストラまたはブラスサークル、3つの楽隊、1つのアコーディオン・オーケストラ、1つの射撃隊音楽隊、6つの合唱団がある。

### 建築

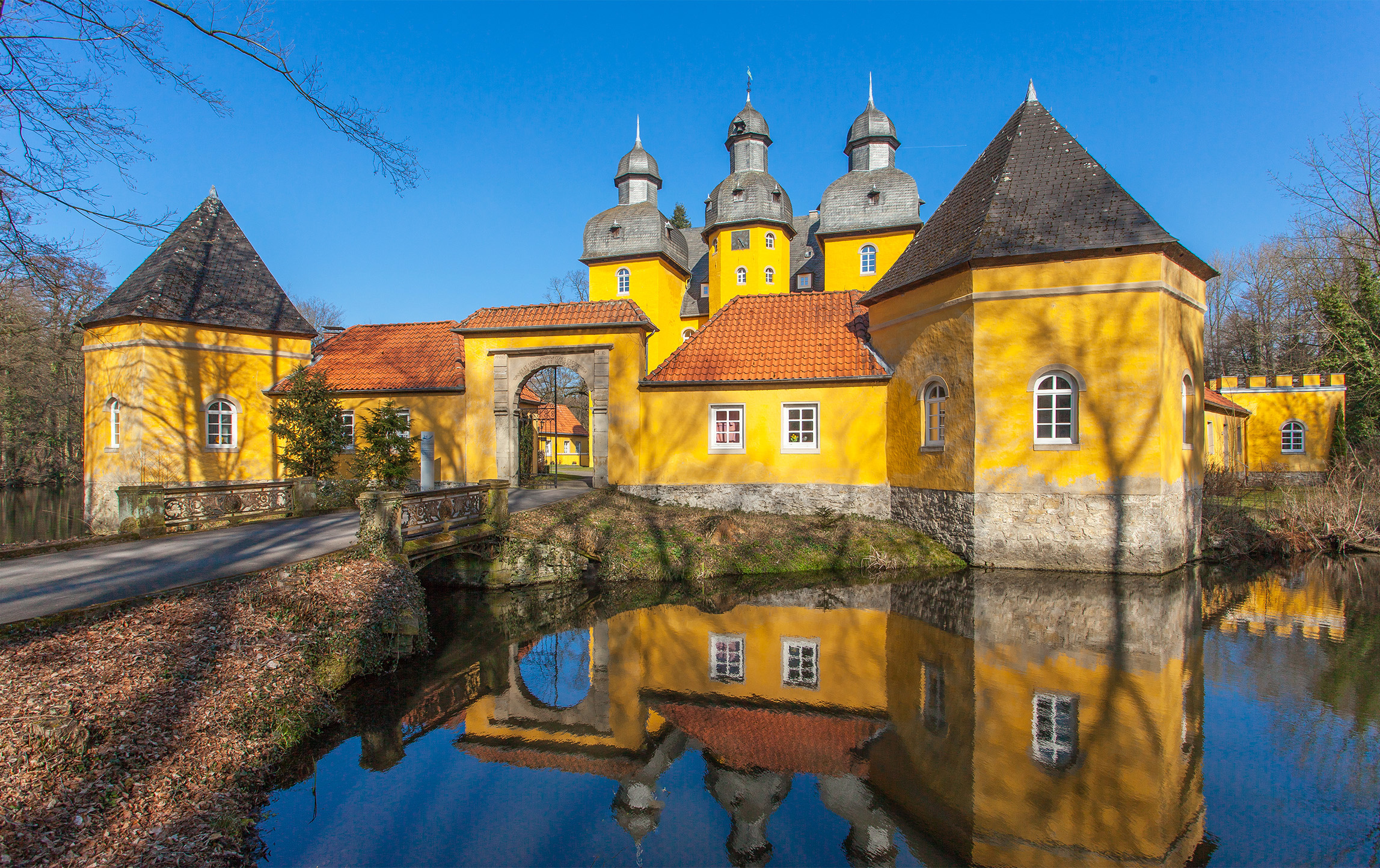
ホルテ城

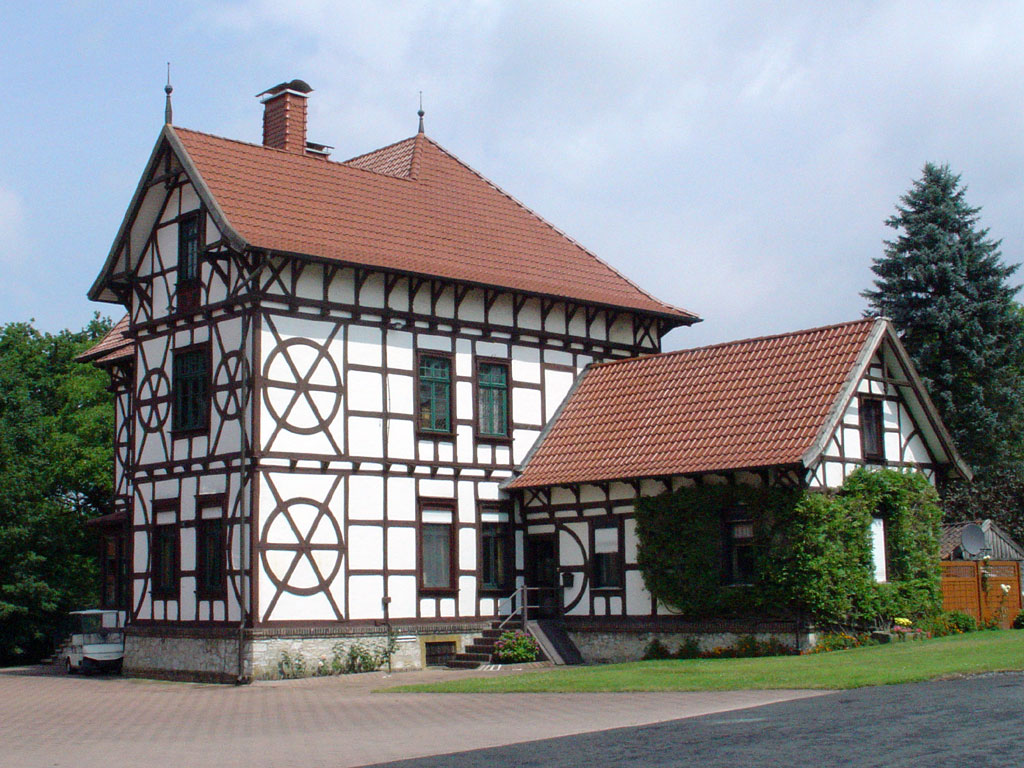
グート・ヴェルショフの主館

- シュトゥーケンブロックのカトリック教区教会である洗礼者聖ヨハネ教会。1614年建造の平屋根の単廊式教会（ドイツ語版、英語版）に、1683年に西塔（ドイツ語版、英語版）が増築され拡張された。教会の献堂は1686年になされた。翼廊が1820年に、東側部分が1936年に増築された。調度品としては、1683年に司教領主フェルディナント・フォン・フュルステンベルクが寄進した主祭壇、1774年にパーダーボルンの宮廷彫刻家ヨハン・ヤコーポ・ピュットが製作した2基のロココ様式の脇祭壇、1666年の銘を持つ講壇、1680年頃に製作された洗礼盤、1696年製作のオルガンの軀体、1636年の「悲しみの聖母」像がある。教会の麓、ハウプト通り5番地に旧旅館「ペータース」（現在は「トーア・デーレ」）がある。これは市の中心部に遺る数少ない木組み建築（ドイツ語版、英語版）の一つである。
- シュトゥーケンブロック＝ゼンネのカトリック教区教会である聖アハティウス教会は1896年に献堂された。このネオゴシック様式の石造建築はすぐに手狭となり、1930年に表現主義的外観に拡張・改造された。この建物は1966年に大規模な修復が行われた。
- シュロス・ホルテのカトリック教区教会である聖ウルズラ教会。定礎は1912年、聖別式は1913年10月13日に行われた。
- シュトゥーケンブロックのブリンク礼拝堂。屋根の上に小塔を戴いたこの小さな木組み建築は1730年頃に建設され、その後両側に拡張され、パドヴァの聖アントニウスに献堂された。1983年から1985年まで修復された。
- ホルテ城。この水城は15世紀に初めて文献に記録されている。1616年から1664年までにオストフリースラント伯（ドイツ語版、英語版）によって建造された。19世紀に改築された。
- ホーフ・ヴェルショフ（トールヴェステン）。「代官所」と呼ばれるかつての主館は、1554年建造とされている。この建物は半切妻屋根を戴いている。
- ホーフ・ボーケルマイヤーの主館は、近郊で最も印象的な農場建築の一つである。幅の広い破風が持ち送りの上に突き出している。この建物は1673年に建造された。

- シュトゥーケンブロックの洗礼者聖ヨハネ教会
- シュトゥーケンブロックのトーア・デーレ
- シュトゥーケンブロック＝ゼンネの聖アハティウス教会
- シュロス・ホルテの聖ウルズラ教会
- シュトゥーケンブロックのブリンク礼拝堂
- ホーフ・ボーケルマイヤー

### 公園

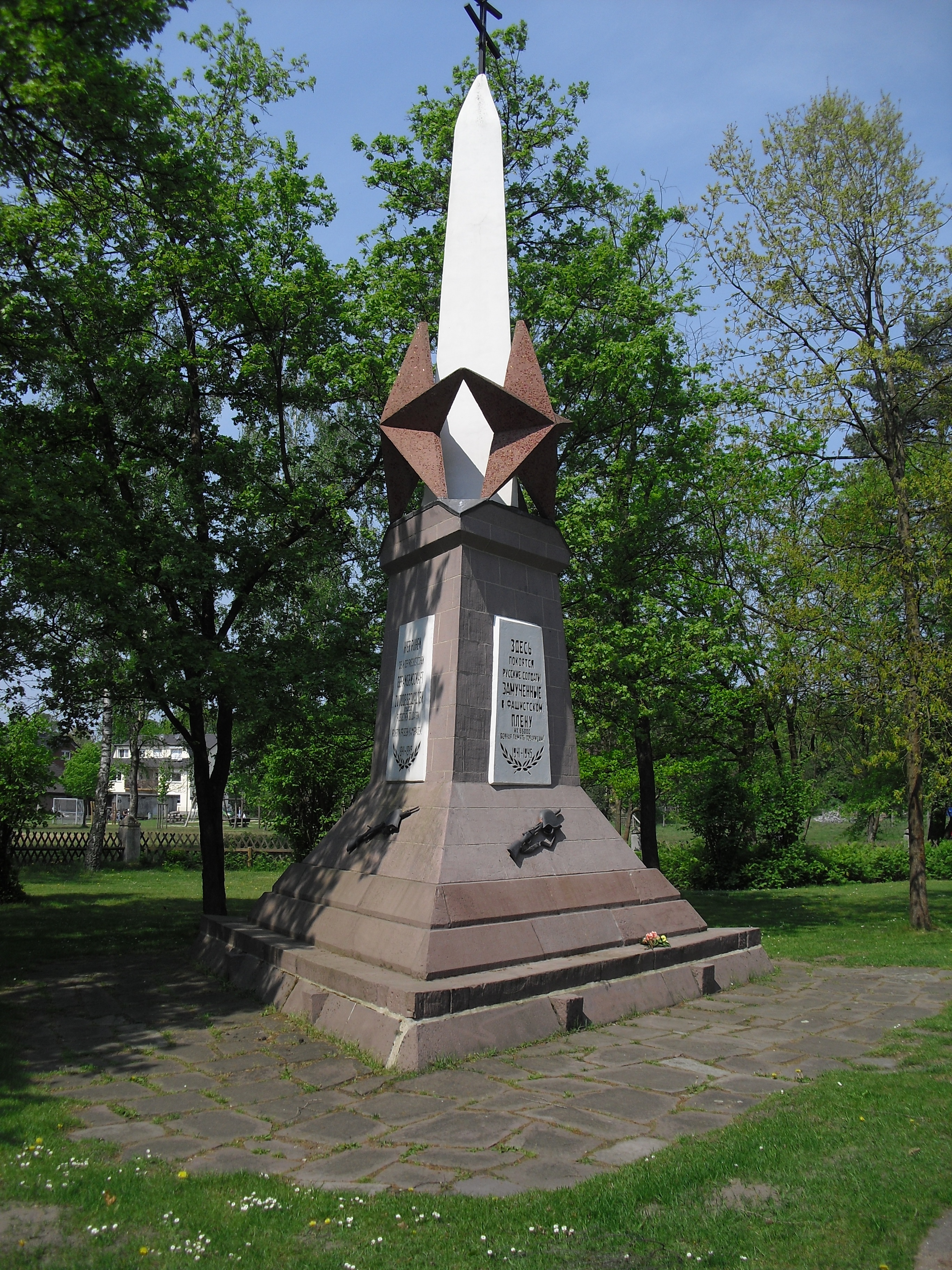
ソヴィエト人名誉墓地のオベリスク

シュロス・ホルテ＝シュトゥーケンブロックの市内には公共の公園はない。シュトゥーケンブロック＝ゼンネ市区にはソヴィエト人の名誉墓地がある。この墓地は広さ約 2 ha で、第二次世界大戦中に飢餓や病気で亡くなったソヴィエト人捕虜が 4万人から 5万人埋葬されている。この墓地へは自由に一般立ち入りが可能である。
ホルテ城の城館庭園は、私有地で自由に立ち入ることはできない。この庭園は広さ約 1 ha の非公開の歴史的城館庭園である。

### その他の見所
シュトゥーケンブロック・サファリパーク動物園は、乗り物コーナーの他に放し飼いの動物園を併設したレジャーパークである。動物がそれぞれ自由に行動している公園内の飼育用放牧地を自動車で移動する。この動物園の特別な見所として、ホワイトタイガーとホワイトライオンがいる。

### 自然文化財と自然保護地区

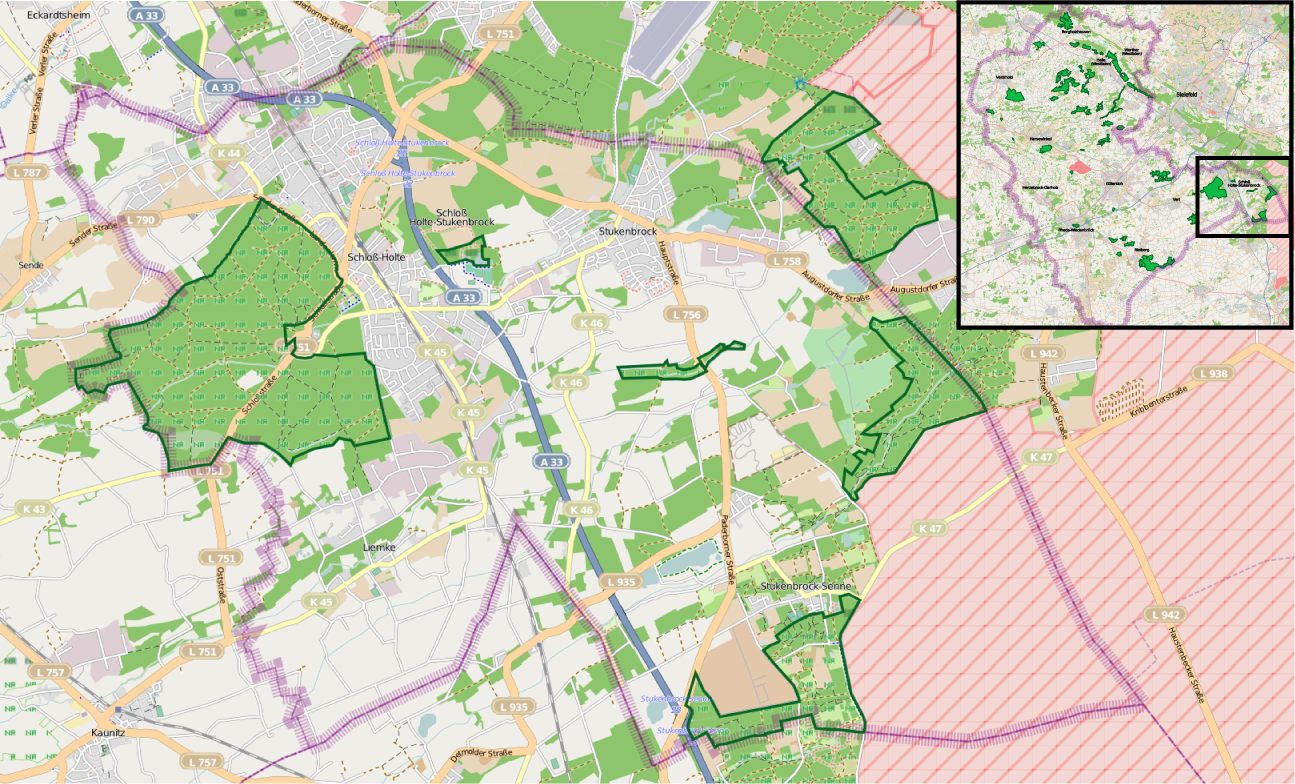
シュロス・ホルテ＝シュトゥーケンブロックの自然保護区地図

市内のモースハイデ自然保護区内でエムス川が湧出している。この他に水域と関連した自然保護区のキプスハーゲナー・タイヒェ池自然保護区（キプスハーゲン池）、フルルバッハ自然保護区（フルルバッハ上流域の渓谷と湿原）、エルバッハタール自然保護区およびヴェールバッハタール自然保護区がある。
エムス＝エルレプニスヴェルトは、エムス川の水源から北海に注ぐ河口までの川筋とその周辺地域に関する情報を学ぶ双方向の情報ツアーである。この他にすぐ近くからスタートするエムス自転車道に関する情報も提供されている。
また、ホルター・ヴァルトは1000年オークで知られている。
全部で約 930.75 ha、市域の 13.8 % が自然保護区の対象となっている。

### スポーツ
- スポーツ全般
  - FC シュトゥーケンブロック e.V.: 1400人以上の会員を擁する市内最大のスポーツクラブで、サッカーの第1チームはベツィルクスリーガでプレイしている。バドミントン、バスケットボール、サッカー、レジャースポーツ、合気道、親子体操、創作ダンス、ジャズダンス、エアロビクス、女性向けフィットネス、ボッチャ、リハビリテーション体操、バレーボール、ハンドボール、テニス、卓球、サファリ＝ラン、テコンドー、器械体操
  - PSV ポリツァイシュポルトフェライン・シュトゥーケンブロック＝ゼンネ e.V.: サッカー、レジャースポーツ、女子体操、男子体操、リハビリテーション体操、親子体操、子供向けスポーツおよび遊技、バドミントン、射撃競技、アーチェリー、ダイビング、自転車競技、武道、柔道、柔術、モダン・アーニス（英語版）、空手
  - シュヴァルツ＝ヴァイス・ゼンデ e.V.: サッカー、ランニング、体操、エアロビクス、子供向け体操
  - SCW リームケ e.V.: サッカー、親子体操、幼児グループ、エアロビクス、テニス、女性向けフィットネス
  - VfB シュロス・ホルテ 1919 e.V.: 男子サッカー、女子サッカー、テコンドー、バレーボール
  - ASG アウスダウエルシュポルトゲマインシャフト・トイトブルガー・ヴァルト e.V.: 長距離走、オリエンテーリング、クロスカントリースキー、トライアスロン、自転車競技、カヌー
  - DJK フラウエンシュポルトグルッペ「アミージア」シュトゥーケンブロック e.V.: 体操、女子スポーツ
  - FC カストリオーティ・シュトゥーケンブロック e.V.: サッカー
  - MSC モータースポーツクラブ・シュロス・ホルテ＝シュトゥーケンブロック e.V.: モータースポーツ
  - シャッハ＝クラブ・シュトゥーケンブロック 69 e.V.: チェス
  - ゼンネ＝ゴルフクラブ・グート・ヴェルショフ e.V.: ゴルフ
  - TC テニス＝クラブ・グリューン＝ヴァイス・シュロス・ホルテ＝シュトゥーケンブロックe.V.: 専門的テニス、趣味テニス、青少年向けテニス、ノルディックウォーキング、ホッケー
  - TG トゥルンゲマインシャフト・ゼンデ e.V.: 幼児・子供向け体操、徒手体操、女子体操、一般向け体操、エアロビクス、トランポリン、障害児運動、フェルカーバル[訳注 2]、バスケットボール、Leistungsturnen für Mädchen、球技一般、縄跳び
  - TTSV ティッシュテニス＝シュポルト＝フェライン・シュロス・ホルテ＝ゼンデ e.V.: 卓球
- 乗馬
  - ライト＝クラブ・ゼンネ e.V.
  - ライトフェライン・ヘレフォールト e.V.
  - ツフト、ライト、ファールフェライン・シュロス・ホルテ e.V. 1925: 調教、馬場馬術、障害飛越競技、乗馬、曲乗り
- 射撃
  - 「ディアナ」シュポルトシュッツェンフェライン・シュロス・ホルテ e.V.
  - ザンクト・ヨハネス・シュポルトシュッツェン＝シュトゥーケンブロック e.V.
- 水泳
  - DLRG オルツグルッペ・シュロス・ホルテ＝シュトゥーケンブロック e.V.: 水泳、水泳コース、人命救助泳法、水中体操
  - SSC '90 シュロス・ホルテ＝シュトゥーケンブロック e.V.: 全年齢グループの水泳、4歳から6歳児の水泳コース、水中フィットネス、幼児水泳、ノルディックウォーキング

### 年中行事
この地域における謝肉祭の中心地では、有名な「女房のカーニバル」の他に「子供のカーニバルのパレード」が行われる。
2006年から夏になると、オストヴェストファーレン＝リッペ最大級の国際ロックおよびポップフェスティバル「セレンゲティ・フェスティバル」が開催される。
2000年から毎年11月にシュトゥーケンブロック＝ゼンネ市区で、ユングシュッツェン・ザンクト・アハティウス・シュトゥーケンブロック＝ゼンネが主催する「ゼンネ・ギターの夕べ」が開催されていたが、2013年以後は開催されていない。
2007年以降毎年夏に開催される「ホルター・ミーティング - ウムゾンスト＆ドラウセン」（後半を直訳すると「無料で野外」）はこの地域で、あるいは全国的に有名なバンドが出演するフェスティバルである。
毎年秋にリームケ市区で「収穫感謝祭」が祝われる。
シュトゥーケンブロック地区では、毎年9月の第4週末に歴史的な教会祭「シュトゥーケンブロックの秋」が開催される。
かつての戦争捕虜収容所 VI K (326) の敷地内で毎年9月に「シュトゥーケンブロックのための花」活動サークルによる反戦集会が開催される。
10月第3週末の土曜日から月曜日にこの地域最大級の歳の市であるポルハンスマルクトが開催される。350年の歴史を持つこのマーケットに毎年25万人近い客が訪れる。
シュロス・ホルテ市区では第3アドヴェントの週末にクリスマスマーケットが開催される。

## 経済と社会資本
シュロス・ホルテ＝シュトゥーケンブロック市は市税が安いことで知られており、ドイツ納税者連盟により「納税者のオアシス」と呼ばれている。土地税の賦課率は、農林業用地は 175 パーセント、その他の土地は 256 パーセントと全ノルトライン＝ヴェストファーレン州で最も低い。営業税の賦課率も、355パーセントでノルトライン＝ヴェストファーレン州で最低レベルである。

### 交通

#### 道路
本市は、連邦アウトバーン A33号線（ビーレフェルト - バート・ヴュネンベルク / ブリーロン）沿いに位置している。市内には2つのインターチェンジ、すなわちシュロス・ホルテ＝シュトゥーケンブロック (Nr. 22) とシュトゥーケンブロック＝ゼンネ (Nr. 23) がある。現在この2つの間に第3のインターチェンジを建設することが議論されている。建設支持者は、シュロス・ホルテ市区とシュトゥーケンブロック市区との間の住宅地を通る主要道路の交通量減少を期待している。反対派は流入する自動車の増加とそれに伴い住宅地が建て込んだ集落でEU基準値を超える排気ガスが発生することを心配している。

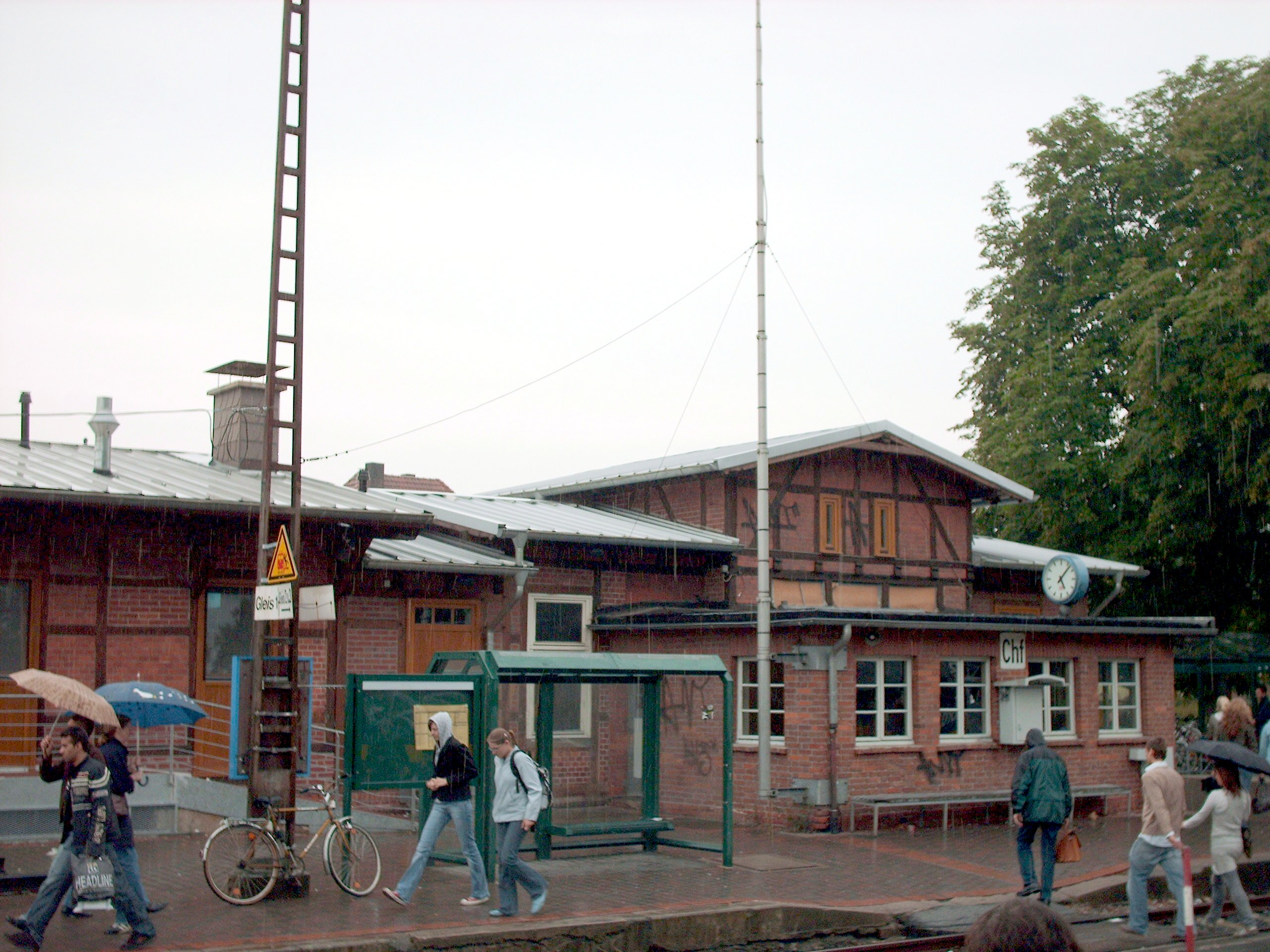
シュロス・ホルテ駅

#### 鉄道
ローカル鉄道ビーレフェルト - パーダーボルン線（ゼンネ鉄道 RB 74）はシュロス・ホルテ駅を1時間間隔で発着する。この路線はノルトヴェストバーンが運行している。シュロス・ホルテ＝シュトゥーケンブロックは「デア・ゼクサー」運賃連合（OWL交通 GmbH）に属しており、パーダーボルン（nph 近郊交通連盟パーダーボルン＝ヘクスター「ホーホシュティフト運賃」に属す）へ行くには越境料金が適用される。

#### 航空
パーダーボルン/リップシュタット空港は 42 km 離れている。ミュンスター/オスナブリュック空港までは 103 km、ドルトムント空港までは 106 km の距離がある。

#### 遊歩道、自転車道
広域自転車道のヨーロッパ自転車道 R1号線、バーンラートルート・トイト＝ゼンネ、エムス自転車道がシュロス・ホルテ＝シュトゥーケンブロックを通っている。郷土・交通協会 SHS は8本のローカルな遊歩道 (A 1 - 8) と 3本の自転車道 (SHS 1 - 3) を整備している。

### メディア
シュロス・ホルテ＝シュトゥーケンブロックでは 3紙の日刊紙が刊行されている。月曜日から土曜日まで毎日地域面を持つ「ノイエ・ヴェストフェーリシェ」と「ヴェストファーレン＝ブラット」のローカル版が刊行されている。両紙はともに、地方面以外の一般記事はそれぞれのビーレフェルトの編集部で作成されている。エルデの「ディー・グロッケ」も同じくローカル記事を掲載し、月曜日から土曜日まで刊行されている。
タウン誌の「デア・シュタット＝アンツァイガー」、「ゼンネ FORUM」、「シュタットジャーナル SHS」が毎月発行されている。
本市は西部ドイツ放送ビーレフェルト地方スタジオのサービス提供地域に属す。この他に、民間のラジオNRWグループに属すラジオ・ギュータースローが放送を行っている。

### 公共機関
水泳には学校センターのガルテン屋内プールを利用できる。ここでは、25 m プール、飛び込み台、練習用プール、小児用プールがある。建物外には、休息用の芝地、ビーチバレーコート、遊戯広場がある。屋外プールはない。
若者たちは3つのキリスト教青年施設を自由に選んで利用できる。ユーゲントカフェ聖ウルズラ、カトリックの青年休暇施設洗礼者聖ヨハネ、福音主義の青年の「ヴァーディ・ホルテ」である。
シュロス・ホルテ＝シュトゥーケンブロック市内には病院がなく、近隣市町村の病院へ行く必要がある。
市内には福音主義教会が運営する図書館が 2館、カトリック教会が運営する図書館が 3館ある。これらに加えて、郷土館に郷土図書館がある。
シュロス・ホルテ＝シュトゥーケンブロック消防団は、シュロス・ホルテ市区とシュトゥーケンブロック市区にそれぞれ消防隊を配置している。さらに青年消防団もある。

### 教育
本市には一連の完全な学校形態が整備されている。市内の学校制度は、基礎課程学校 4校（カトリック基礎課程学校シュトゥーケンブロック、グラウトホフ＝エルブラハトシューレ、ミヒャエルシューレ、ポルハンスシューレ）、本課程学校（リサ＝テッツナー＝シューレ）、シュロス・ホルテ＝シュトゥーケンブロック実科学校、ギムナジウム・シュロス・ホルテ＝シュトゥーケンブロック、シュロス・ホルテ＝シュトゥーケンブロック総合学校によって維持されている。
成人教育にはハルゼヴィンケル ＝ シュロス・ホルテ＝シュトゥーケンブロック ＝ フェルル市民大学がある。
2014年10月15日現在シュロス・ホルテ＝シュトゥーケンブロック市には、217人の教師と2,978人の児童・生徒がいた。この児童・生徒のうち 1,058人が基礎課程学校、258人が本課程学校、556人が実科学校、973人がギムナジウム、133人が本課程学校に籍を置いている。
特殊な教育機関としては、警察官教育機関「エーリヒ・クラウゼナー」 や警察犬ハンドラー育成のための州立警察学校がある。

### 地元企業

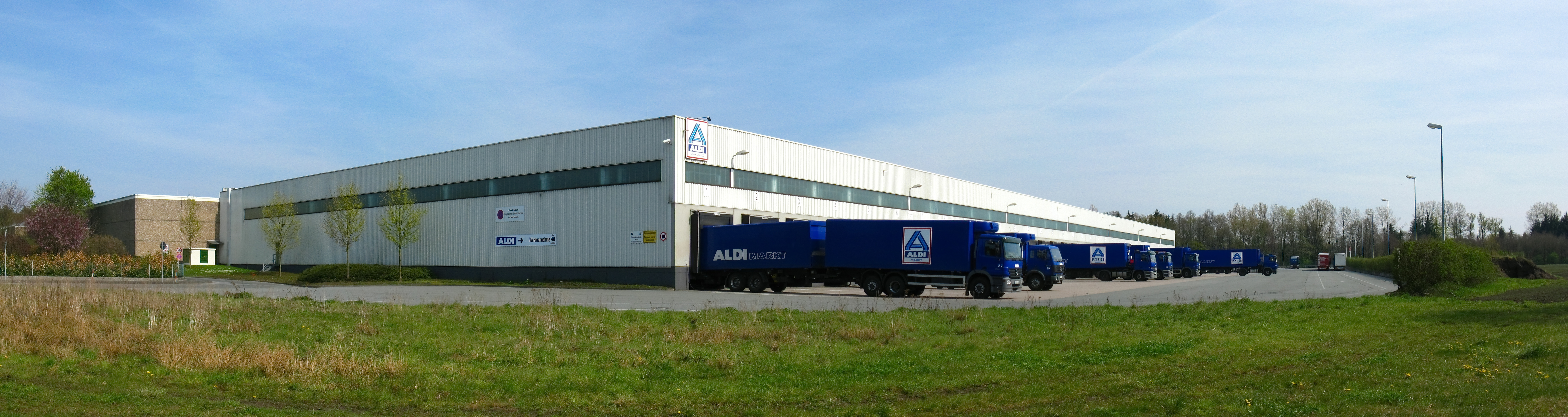
アルディ・ノルトの中央倉庫

シュロス・ホルテ＝シュトゥーケンブロックは、中小企業と多彩な経済構造を特徴とする。主要な経済分野は工業で、本市の社会保険支払い義務のある労働者の約 54.5 % がこの分野に従事している。リーメ地区にはアルディ・ノルトの中央倉庫がある。
1877年に設立されたブレヒマン＝グス鋳造所は全国的に知られた企業の1つである。この会社ではダクタイル鋳鉄を製造している。

## 人物

### 出身者
- エーヴァルト・リーネン（ドイツ語版、英語版）（1953年 - ）サッカー選手、コーチ

### ゆかりの人物
- エルマー・ブローク（ドイツ語版、英語版）（1946年 - ）政治家

### 訳注
1. ↑  直訳すると「上り坂の雨」。「オログラフィシャー・レーゲン」（直訳すると「山岳雨」）とも呼ばれる。湿った空気が山の斜面に沿って高度が上がることで、飽和水蒸気圧が低下し雨・雪・霧などの降水となること。
2. ↑  英語ではプリズンボール。ドイツ式ドッジボール、ギリシア式ドッジボールとも呼ばれる。
3. ↑  ドイツの土地税および営業税の税率は全国共通の基本税率に賦課率を掛けた値となる。